# 青堆子站
青堆子站是一个沈山线上的铁路车站，位于辽宁省锦州市北镇市青堆子镇，建于1900年，目前为四等站，邮政编码为121311。目前客运：办理旅客乘降；行李、包裹托运；货运：办理整车货物发到。